# FBK Kaunas
El FBK Kaunas fou un club de futbol lituà de la ciutat de Kaunas.

## Història
Evolució del nom:
- 1960: Banga Kaunas
- 1993: FBK Kaunas
- 1999: FK Zalgiris Kaunas
- 2000: FBK Kaunas

El 1993 se li afegí una secció de beisbol, d'aquí el nom de FBK, més tard separada en el club BK Lituanica Kaunas. L'any 2012 el club va desaparèixer.

## Futbolistes destacats
- Ričardas Beniušis
- Orestas Buitkus
- Darius Gvildys
- Kęstutis Ivaškevičius
- Tomas Kančelskis
- Audrius Kšanavičius
- Saulius Mikoliūnas
- Martin Petráš
- Fernando Screpis
- Luděk Stracený
- Andrius Velička
- Marius Žaliūkas

## Palmarès
- Lliga lituana de futbol
  - 1999, 2000, 2001, 2002, 2003, 2004, 2006, 2007

- Copa lituana de futbol
  - 2002, 2004, 2005, 2008

- Supercopa lituana de futbol
  - 2002, 2004, 2006

- Lliga bàltica de futbol
  - 2008